# Škola Lu-Wang
Škola Lu-Wang (čínsky v českém přepisu Lu-Wang sin-süe, pchin-jinem Lù-Wáng xīnxué, znaky zjednodušené 陆王心学, tradiční 陸王心學 nebo čínsky v českém přepisu Lu-Wang süe-pchaj, pchin-jinem Lù-Wáng xuépài, znaky zjednodušené 陆王学派, tradiční 陸王學派), též škola srdce/mysli (čínsky v českém přepisu sin-süe, pchin-jinem xīnxué, znaky zjednodušené 心学, tradiční 心學) byla neokonfuciánská filozofická škola pojmenovaná po svých nejvýznačnějších představitelích, Lu Ťiou-jüanovi a Wang Jang-mingovi, od 16. století druhý nejvlivnější směr neokonfuciánství.
Škola se začátkem 16. století vyhranila proti tehdy mainstreamové škole Čcheng-Ču čili škole principu. Wang Jang-ming tehdy rozvinul myšlenky Lu Ťiou-jüana (1139–1192), který učil, že učil, že princip li všech věcí je přítomen v každém lidském srdci/mysli sin od narození člověka. Protože princip je přítomen v srdci, není nezbytné ho poznávat studiem knih, nýbrž hlavní je poznat princip ve svém srdci; Lu Ťiou-jüan proto kladl důraz více na nápravu a zdokonalování vlastní mysli než na studium z knih.
Wang Jang-ming (1472–1529) navázal na Lu Ťiou-jüana a rozšířil a prohloubil jeho učení. Mínil, že člověk nepotřebuje hledat princip ve věcech vnějšího světa, je-li již obsažen v mysli/srdci člověka. Ve Wangově pojetí mysl v sobě má vrozené poznání dobra, které dává znalost k rozlišení dobra od zla, jen si je potřebuje uvědomit a toto poznání rozšířit na všechny věci. Rozšíření poznání dobra je stálým úsilím o očištění mysli od sobectví; jednáním v souladu s vrozeným poznáním dobra se toto poznání prohlubuje a člověk postupuje k mudrctví. Wang Jang-ming tak Ču Siovu tezi „rozšíření poznání spočívá ve zkoumání věcí (ke-wu)“ obrací na „napravení věcí v mysli (ke-wu) spočívá v rozšíření (vrozeného) poznání“. V diskuzi o vztahu (morálního) poznání a morálního jednání zastával stanovisko o jejich jednotě. Člověk se podle Wanga mohl učit moudrosti nejen studiem, ale prostě morálním jednáním. Morální poznání, poznání přirozenosti, ztotožnil s morálním jednáním; jednání je pak prohlubováním poznání sebe sama.
Wang Jang-ming získal mnoho žáků a jeho učení dosáhlo velké popularity, po jeho smrti se jeho žáci a následovníci rozdělili do řady škol a směrů, nejvýznamnější byli Čečungská Wangova škola, Tchajčouská škola, Ťiangjouská Wangova škola, Nančungská Wangova škola, Čchučungská Wangova škola, Severní Wangova škola a Kuangtungsko-fuťienská Wangova škola. jeho učení si získalo stoupence také v Koreji (Čong Če-tu na přelomu 17. a 18. století a další) a Japonsku (škola ójómeigaku).